# Anoura geoffroyi
Espèce
Répartition géographique
Statut de conservation UICN

 LC  : Préoccupation mineure
Anoura geoffroyi est une espèce de petites chauves-souris butineuses de la famille des Phyllostomidae.
Elle est essentiellement attirée par le nectar des fleurs et, tel un oiseau-mouche, est capable de butiner en vol stationnaire.

## Liste des sous-espèces
Selon Mammal Species of the World (version 3, 2005)  (25 novembre 2020) :
- sous-espèce Anoura geoffroyi geoffroyi
- sous-espèce Anoura geoffroyi lasiopyga
- sous-espèce Anoura geoffroyi peruana